# Puerto de Trajano
Se conoce como Puerto de Trajano al puerto hexagonal que este emperador romano hizo construir en Ostia Antica. 
Anteriormente, el emperador Claudio había construido un puerto (el «Puerto de Claudio») muy expuesto a las tempestades. Narra Tácito que ya en el año 62, antes de acabar los trabajos de construcción, una tempestad hundió a 200 navíos. Además su mantenimiento era muy costoso.
El emperador Trajano hizo que Apolodoro de Damasco construyera un nuevo puerto, más funcional y retirado que el de Claudio. Los trabajos duraron desde el año 100 al 112, con la creación de una dársena de forma hexagonal con 358 metros de lado y 5 de profundidad, con una superficie de 32 hectáreas y 2 000 metros de muelle. Se construyó un ulterior canal, y la unión con Ostia se aseguró a través de una calzada de dos carriles. Se le identifica muy fácil en las fotos de satélite en las coordenadas +41° 46' 30.00", +12° 16' 0.00", gracias a su forma de hexágono. Actualmente se le llama Lago di Traiano («Lago de Trajano»). 